# Апокрифічна молитва

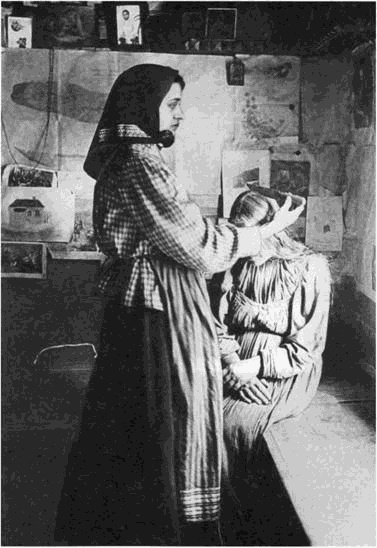
Знахарка лікує хворого з нападами за допомогою ножа і молитви, Рязанська губернія, 1914 рік

Апокрифічна молитва (в індексі відречених книг — «хибна молитва») — молитва, складена за зразком церковної, але містить велику кількість вставок з народних повір'їв, замовлянь, заклинань, в певних випадках переробки або уривки з апокрифів. Виступає як апотропея (ритуалу-оберега), а також використовується в лікувальних цілях. Апокрифічні молитви є в основному текстами книжкового походження. Зустрічаються у всіх збірниках замовлянь.

## Історія
Апокрифічні молитви і житія, були адаптовані під «захисні» цілі, більш поширеніші в народних звичаях, ніж в канонічних церковних текстах. Використання письмових текстів як оберегів почалося пізно, і їх коло було відносно вузьким, але це не завадило деяким з них набути широкого поширення.
Апокрифічні молитви існують в усній і письмовій формах. Через книжкове походження текстів, вони зберігають особливості старої писемної мови, що призводить до спотворення важких для розуміння місць. Збережені в старовинних рукописах апокрифічні молитви відрізняються більш церковним характером, ніж записані з народного середовища. Усні «ізводи» апокрифічних молитов — це їхнє вільне перекладення на розмовну мову. Одні варіанти можуть зберігати жанрову форму молитви, інші — набувають рис замовлянь.
Деякі апокрифічні молитви є уривками з популярних апокрифів, іноді спотворені або скорочені. Одним з джерел апокрифічних молитов в православних традиціях є «Абагар», перша друкована книга болгарською мовою, автором якої був єпископ Пилип Станіслав. Абагар — це зібрання апокрифів, в тому числі включає новозавітний апокриф про царя Абагарі. У південних слов'ян цей апокриф грав роль оберегу. Також в «Абагар» в різний час були включені дві апокрифічні оповіді: «А се імена Господнього числом О̃В. Так еже їхні имать і носити із собою чьстно oт всякого зла позбавлений будеть» і «А се імена прѣсвѣте Богородиці числом О̃В». Списки цих апокрифів поширювалися і в східнослов'янському середовищі. Основа цих текстів — перерахування сакральних імен Бога і Богородиці.
Серед текстів книжкового походження як у православних, так і у католиків, значну частку становлять апокрифічні молитви, що містять розповідь про життя і розп'яття Христа або про інші значимі події Священної історії.

## Застосування
Апокрифічні молитви використовуються в охоронних і лікувальних цілях. Часто переписувалися і використовувалися як талісмани і амулети, які носилися разом з натільним хрестом або зберігалися в будинку. У східних слов'ян переписування подібних текстів звичайними людьми не знижувало їх сакральності і «ефективності», в той час як у південних слов'ян велике значення надавалося тому, щоб ці «рятівні» тексти, звані «хамаjлия», переписувалися людьми, що володіють сакральним статусом — православними священниками або мусульманськими духовними особами.
Використання апокрифічних молитов часто визначається виключно традицією, тому їх кінцівки, як правило, містять роз'яснення, від яких бід охороняє дана молитва. Наприклад: «Хто цю молитву знає, хто по пам'яті, хто по грамоті, від ворога буде врятований, від звіра збережений. На суду легкий суд, на воді легке плавання» (Вологодщина); «Kto będzie tę modlitewkę odmawiał … Nie zginie wśród burzy i pieronów …» («Хто буде ці молитовки читати, не пропаде серед бурі і блискавок» (південно-східна Польща). Імовірно ці кінцівки походять від висновків візантійських житій, які отримали в слов'янських народних традиціях самостійний розвиток.

## Приклади
Найчастіше зустрічаються молитви-замовляння від лихоманки. У тексті зазвичай згадуються святий Сісіній та іродові дочки-лихоманки. В українських апокрифічних молитвах роль Сісінія часто виконують Авраамій або Ісаакій.
Винятковою за поширеністю є апокрифічна молитва «Сон Богородиці», що містить розповідь Богоматері про хресні муки Христа. Текст відомий як в католицькій, так і в православній традиції в численних варіантах, проте є великі розбіжності в цілях застосування подібних текстів в різних культурах. У народному середовищі східних слов'ян ця молитва займає домінуюче місце і шанується нарівні з «Отче наш» і 90-м псаломом. Найчастіше вона звучала перед сном як загальноапотропеїчний тексту. Текст «Сну Богородиці» як талісман носився в ладанці разом з натільним хрестом.
Апокрифи з перерахуванням сакральних імен Бога і Богородиці використовувалися як апотропеї, оскільки ці імена вважалися нестерпними для сил зла. Так, згідно з рядом сербських билин, захистом від відьом служать вимовлені вчасно молитви: «У име Исусово!», «Помози, Боже, и Majко Боjа!» та інше, від вампірів — «Бог помогао!» та тому подібне. Оберегами від проникнення в будинок нечистої сили вважаються також перші літери імені Богородиці та Ісуса Христа, вирізані над дверима, вікнами, на скринях із зерном.
Апокрифічні молитви, що включають розповідь про життя і розп'яття Христа, ілюструються наступним текстом з південно-східної Польщі, що їх вимовляють для безпеки під час грози: «W Jordanie się począł,/W Betlejem narodził,/W Nazaret umarł./A Słowo stało ciałem/I mieszkało między nami» («У Йордані почався, у Вифлеємі народився, в Назареті вмер. А Слово стало тілом і жило між нами»). Розповідь про муки Христа заради порятунку людства проектує ідею загального порятунку на конкретну ситуацію, тому вважається, що в деяких випадках для порятунку від небезпеки досить згадки про події з життя Христа. У Поліссі вважалось, що при зустрічі з вовком досить задати йому питання: «Воўк, воўк де ти буў/як Cyca Христа розпинáли?» (або «на розп'яття брали?»). Одна з молитов при збиранні трав є спотворення і скорочення апокрифів про те, як Христос орав; одна з молитов від пристріту — переробка апокрифа про різдво Спасителя.
Популярний апокрифічних текст «Сказання про дванадцять п'ятниць» поєднує дві функції. Він пояснює, в які п'ятниці необхідно дотримуватися посту, щоб уникнути певних небезпек. Наприклад: «1-а п'ятниця … Хто цю п'ятницю постить, то людина від потоплення на річках позбавлений буде … 3-я п'ятниця … Хто в цю п'ятницю поститься, той чоловік від ворогів і розбійників збережений буде…». У той же час цей текст використовується як талісман, який рятує від різних бід.
До апокрифічних молитов належать також тексти у вигляді запитань і відповідей про будову християнського світу, побудовані за типом Голубиної книги і мають книжкові витоки. Розповідь про космічність світу і перерахування цінностей, що забезпечують його рівновагу і культурний стан, сприймалися як надійний захист проти сил хаосу. Приклад тексту, відомого переважно у західнобілоруських уніатів: «Скажи ж ти мені, що є дванадцять? — Дванадцять Святих апостолів» (далі тільки відповіді) — «одинадцять наказів костельних», — «десять наказів Божих, нам даних на горах Симонських», — «дев'ять хорів ангельських», — «госем Свенте пророкоў» і т. д.. У західнобілоруській традиції вважається, що питання задає чорт, а відповіді з цих текстів рятують безневинну душу від нечистої сили. Ці вірші називаються «Про спасіння душі християнської, або розмова чорта з маленьким хлопцем». А. Н. Веселовський вважав подібні тексти «катехізис церковно-шкільного походження, який відповідає первинним мнемонічним вимогам духовного навчання» і виявив варіанти даної «повісті про числах» майже у всіх європейських традиціях. Однак про використання подібних текстів як апотропеїв в цих традиціях невідомо.

## Апокрифічні і народні молитви
Народні молитви — більш широке поняття, ніж апокрифічні. У цю категорію входять канонічні молитви, що існують в народній культурі, фрагменти церковної служби, що наділяються в народному середовищі апотропеїчною функцією (тобто мають неканонічне застосування), і власне неканонічні молитви. Функціонування і закріплення народних молитов в традиції як апотропеїв значною мірою визначається не їхньою власною семантикою, а високим сакральним статусом. Самі по собі ці тексти не володіють апотропеїчною семантикою, і використання їх як оберегів визначається їхньою здатністю, як вважається, запобігати потенційній небезпеці. Основна частина корпусу таких текстів книжкового походження і проникла в народну традицію з прийняттям християнства, менша частина — автентичні тексти.
На відміну від требників (що містять, зокрема, канонічні молитви), де за кожною молитвою закріплене строго певне вживання, в народній культурі канонічні християнські молитви зазвичай не мають такої закріпленості, а використовуються як універсальні апотропеї на всі випадки життя. Основна причина цього в тому, що коло канонічних молитов, відомих в традиційній культурі, надзвичайно вузьке. Сюди відносяться такі поширені молитви, що містять апотропеїчну семантику, як «Та воскресне Бог, і розбіжаться вороги Його…» (в східнослов'янської народній традиції зазвичай іменується «Недільною молитвою») і 90-й псалом «Живий у допомозі …» (зазвичай за народною етимологією переробляється в «Живі допомоги»), а також «Отче наш» і «Богородице Діво, радуйся…» (в католицькій традиції — «Zdrowiaś, Maria …»). Молитва «Отче наш» в народному середовищі виступає як універсальний апотропей, що пояснюється її винятковим статусом — це єдина «нестворена» молитва, тобто дана людям самим Богом, Христом. У той же час, ця молитва є декларацією приналежності людини до християнського світу і перебування її під захистом небесних сил.
Як обереги використовуються і фрагменти церковної служби, які за змістом не пов'язані з апотропеїчною ситуацією, в якій вони використовуються. Наприклад, початок з Літургії Василя Великого «За тебе радіє, Благодатна, всяка тварина, Ангельський собор і людський рід…» може читатися господарем під час вигону корови на пасовищі.